# Principes de Peel

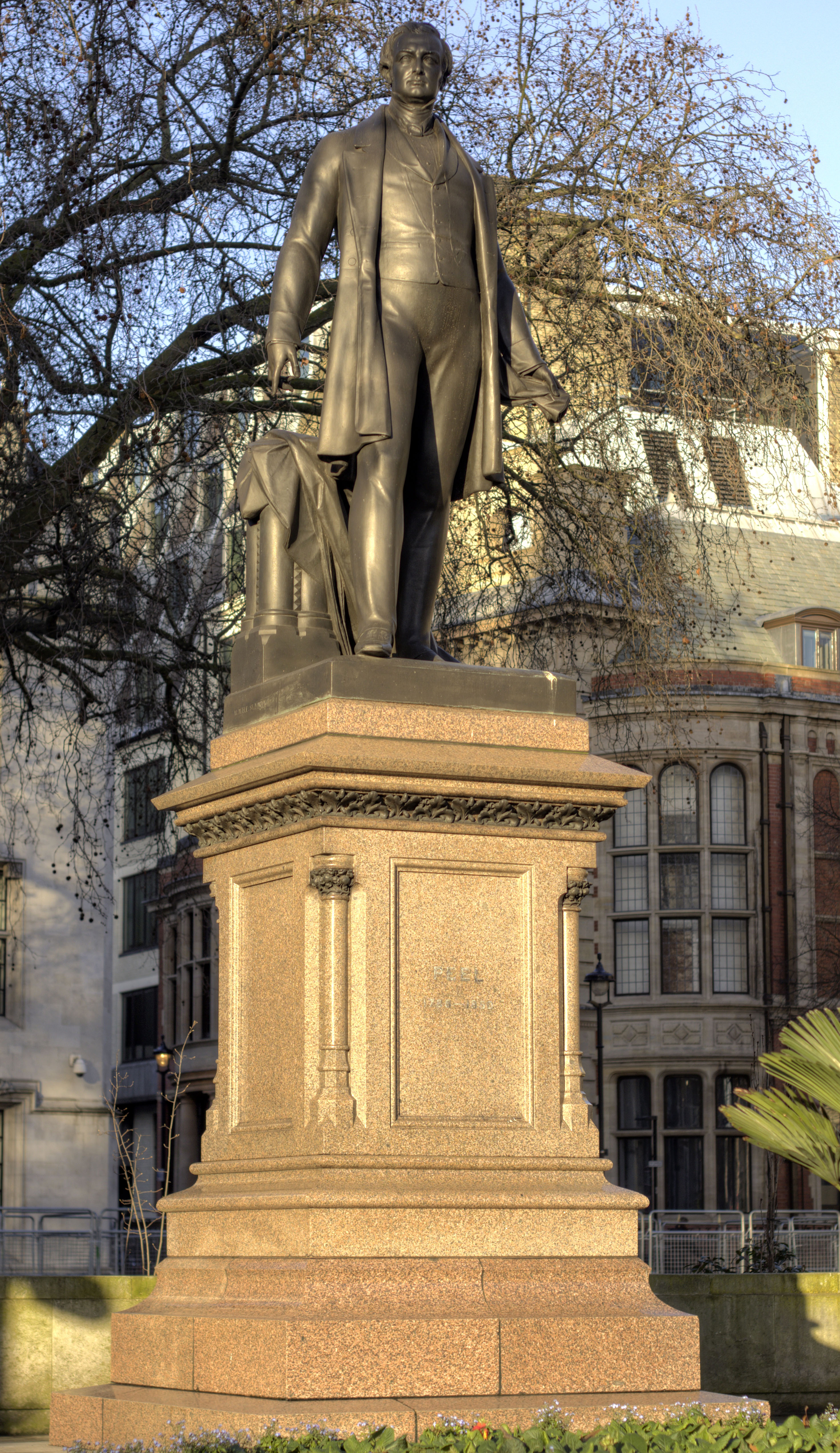
Sir Robert Peel

Les principes de Peel sont un ensemble de principes que Robert Peel a développé pour définir une force de police éthique.
Neuf principes ont été énoncés dans les "Instructions générales" données à tout nouveau policier du Metropolitan Police Service à partir de 1829,. Ils inspirent encore le code éthique de la police britannique.
Ces principes sont :
1. La fonction essentielle pour laquelle la police existe est la prévention de la délinquance et des désordres, comme alternative à leur répression par la force militaire et la sévérité de la sanction pénale.
2. La reconnaissance constante que le pouvoir qu'a la police d'accomplir ses fonctions et devoirs dépend de l'approbation qu'a le public de son existence, de ses actions et de son comportement, mais également de la capacité de la police à acquérir et conserver le respect du peuple.
3. Reconnaître qu'acquérir et conserver le respect et l'approbation du public implique également l'obtention de la coopération volontaire dudit public pour faire respecter les lois.
4. Reconnaître en permanence que l'étendue de la coopération qu'on réussit à obtenir du public réduit d'autant la nécessité de l'utilisation de la force physique et de la coercition pour atteindre les objectifs de police.
5. Rechercher et préserver la faveur du peuple, non pas en flattant l'opinion publique, mais en démontrant constamment un service absolu et impartial de la loi, de manière complètement indépendante de la politique, et sans considération envers la justice ou l'injustice de la substance de chaque loi, en mettant facilement à disposition une aide individuelle et amicale à tous les membres du public sans considération de leur richesse ou statut social, en utilisation facilement la courtoisie et un humour bon et amical, et en étant prêt au sacrifice de soi pour protéger et préserver la vie.
6. De n'utiliser la force physique que lorsque l'utilisation de la persuasion, du conseil et des avertissements s'avère insuffisante pour obtenir la coopération du public dans la mesure nécessaire pour obtenir le respect de la loi ou le retour de l'ordre, et d'utiliser uniquement le degré minimum de force physique dont on a besoin en une occasion donnée pour accomplir un objectif de police.
7. De maintenir en toutes circonstances une relation avec le public qui donne réalité à la tradition historique selon laquelle la police est le public et le public est la police, les policiers n'étant que des citoyens qui sont payés pour accorder leur attention pleine et entière à des devoirs qui incombent à chaque citoyen concerné par le bien-être et l'existence de la communauté.
8. Reconnaître sans cesse le besoin d'une adhésion stricte aux fonctions exécutives de la police, et se retenir de fût-ce paraitre usurper les pouvoirs de la magistrature, venger des individus ou l’État, ou encore d'autoritairement juger quelqu'un coupable et punir les coupables.
9. Être constamment conscient que l’efficacité de la police se mesure à l'absence de crime et de troubles, et non pas via la preuve visible de l'action policière dans leur répression.